# Al boraq
Al boraq (Arabiska البراق) är en linje för höghastighetståg mellan Casablanca och Tanger i nordvästra Marocko. Den är den första höghastighetslinjen i Marocko samt Afrika. Projektet beslutades november 2007 av regeringen efter en färdplan som beskrivs av Marockos järnvägsföretag ONCF. Det första steget i detta projekt pågår mellan Tanger och Kenitra som var klar 2018. En första uppgradering till 220 km/h ska göras mellan Kenitra och Casablanca och sedan till 320 km/h.

## Finansiering
Projektet har finansierats av regeringarna i Marocko, Frankrike, Saudiarabien, Kuwait och Förenade arabemiraten. I början av 2015 uppskattades kostnaderna till 1,8 miljarder euro men i slutet av projektet steg kostnaderna och blev cirka 2 miljarder euro.
Finansieringskällor 1,8 miljarder euro (20 miljarder dirham totalt, €1 ~ 0.093 Marockansk dirham)
- Regeringen i Marocko: 4,8 miljarder dirham
- Franska och europeiska källor: 1,9 miljarder dirham,
- Lån: 12,3 miljarder dirham.

Utgifter:
- Infrastruktur: 10 miljarder dirham
- Utrustning: 5,6 miljarder dirham
- Fordon: 4,4 miljarder dirham

## Konstruktion
Arbetet förväntades att börja i slutet av 2011 och trafikstart efter december 2015 men allt har flyttat och konstruktionen började i slutet av 2011 och trafikstart i november 2018. Linjen är uppbyggd i två delar. En ny rutt från Tanger till Kénitra med toppfart på 320 km/h (200 mph) och en uppgradering av befintlig rutt från Kénitra till Casablanca med 220 km/h och 140 km/h).

## Tåg
10 december 2010 tecknade ONCF ett kontrakt värt knappt 400 miljoner euro med Alstom för att leverera 14 Euroduplex tåg med 533 sittplatser.

## Kritik
Projektet har fått kritik för att vara en missriktad användning av pengar. Mohamed Berrada, före detta finansminister, sa att pengarna skulle kunna användas bättre för att bekämpa analfabetism och fattigdom i landet.

## Teknisk information
Signalsystemet är av typ ETCS 1 och 2, och kommer att möjliggöra för tågen att köra i upp till 320 km/h på linjen.